# Elisabeth Hau
Elisabeth Hau, Künstlername Elisabeth Villebois (* 1959 in Trier) ist eine deutsche Opernsängerin (Dramatischer Alt).

## Leben
Elisabeth Hau absolvierte erfolgreich ein Studium an der Hochschule für Musik und Theater in Hannover bei Charlotte Lehmann. Sie setzte daraufhin ihr Studium in Salzburg fort und erreichte die Abschlüsse als Diplom-Opernsängerin sowie eine Qualifikation zur Gesangspädagogin.
Auf der Bühne hatte sie zahlreiche Engagements, unter anderem in Linz und Kassel. Ferner gehörten Konzertauftritte in Bayreuth und München zu ihrer Laufbahn als Sängerin.
Am Schleswig-Holsteinischen Landestheater war Elisabeth Hau von 2001 bis 2009 angestellt. Sie gehörte dort zum Musiktheater mit Sitz in Flensburg. Dort war sie in zahlreichen Stücken zu sehen, so z. B. in Eugen Onegin, Der Fliegende Holländer, Othello, The Medium von Menotti, Sweeney Todd, Gianni Schicchi, Kuss der Spinnenfrau,  in den Operetten Im weißen Rössl und Frau Luna.
Seit der Spielzeit 2009/10 arbeitet sie wieder in ihrer Heimatstadt Trier am dortigen Theater als Souffleuse.
Neben ihrer künstlerischen Tätigkeit bietet sie ein Programm zur Verbesserung der eigenen Gesangs- und Sprech-Stimme an. Das Projekt nennt sich Stimmerfahrung.